# Müezzinzade Ali
Müezzinzade Ali pasa (? – Patraszi-öböl, 1571. október 7.) török kapudán pasa volt, aki a Lepantói csatában esett el. 1563 és 1566 között Egyiptom kormányzója volt. Szufi Ali pasaként is ismert. Albán származású volt.
Ali egy müezzin gyermekeként született, innen kapta a Müezzinzade előnevet is. Az Oszmán Birodalom fővárosában, Edirnében élt. Katona lett, és folyamatosan emelkedett a ranglétrán, míg a török flotta parancsnokának nevezte ki II. Szelim oszmán szultán. Igazi tapasztalata nem volt a tengeri hadviselésben, talán ez is közrejátszott abban, hogy Lepantónál vállalta az összecsapást a tűzerejét tekintve nagy fölényben lévő keresztény flottával. Ali pasa zászlóshajója, a Szultána fedélzetén esett el a szárd hajósok elleni harcban, fejét a győztesek levágták, és lándzsára tűzték.